# Osman Göçen
Osman Göçen, född 5 januari 1997, är en turkisk brottare som tävlar i fristil.

## Karriär
Vid EM 2025 i Bratislava tog Göçen brons i 86 kg-klassen efter att ha besegrat polske Sebastian Jezierzański i bronsmatchen.